# Arranhento-vermelho
Arranhento-vermelho (Senegalia bahiensis) é uma espécie pertencente à família Fabaceae, subfamília Mimosoideae. Trata-se de uma planta com ampla distribuição no Nordeste Brasileiro. Possui espinhos em formato de foice que lembram garras de gato, por conta disso a planta também é conhecida como unha-de-gato. Está entre as espécies que obtém maiores densidades e taxas regeneração natural, contribuindo para o restabelecimento da diversidade.

## Distribuição geográfica
A espécie pode ser encontrada nos estados de Rio Grande do Norte, Paraíba, Piauí, Pernambuco, Alagoas, Sergipe, Bahia, Minas gerais e até Rio de janeiro.

## Características
A Senegalia bahiensis trata-se de um arbusto com altura variando de 1,5 metros a 3,5 metros; apresenta tronco e ramos basais com casca lisa e ramos com pequenos espinhos. As folhas são alternas, compostas e com folíolos opostos; inflorescência em glomérulo com flores alvas com muitos estames brancos; o fruto do tipo legume, plano, com textura macia, amarronzadas; a dispersão é autocórica.